# Elliott Kastner
Pour les articles homonymes, voir Kastner.
Elliott Kastner, né le 7 janvier 1930 à New York et mort le 30 juin 2010 à Londres, est un agent artistique et producteur américain.

## Biographie
Étudiant de l'université de Miami et de Columbia, Elliott Kastner y reçoit son baccalauréat en arts (Bachelor of Arts). Kastner commence sa carrière d'agent artistique chez Music Corporation of America (MCA). Quand l'agence est dissoute, il se tourne vers la production avec Fièvre sur la ville en 1965.
Il déménage ses productions à Londres et crée Winkast Film Productions Ltd. aux Pinewood Studios avec le producteur Jerry Gershwin.
Gershwin et Kastner produisent Détective privé (1966) d'après un roman de Ross Macdonald puis trois films adaptés d'Alistair MacLean : Quand les aigles attaquent (1968), Commando pour un homme seul (1971) et Le Solitaire de Fort Humboldt (1975).
Il s'associe ensuite avec les producteurs Alan Ladd Jr. et Jay Kanter (en) et donne Salaud (1971), une adaptation du Tour d'écrou d'Henry James (Le Corrupteur, 1972), Une belle tigresse (1972) et Fear Is the Key (1972), également basé sur un roman d'Alistair MacLean.
Il est surtout connu pour les adaptations à l'écran de Donald E. Westlake (Flics et Voyous), Raymond Chandler (Le Privé de Robert Altman, Adieu ma jolie, Le Grand Sommeil), les deux derniers mettant en vedette Robert Mitchum dans le rôle de Philip Marlowe. Éclectique, il produit également des westerns (Rancho Deluxe, Missouri Breaks d'Arthur Penn), des films de Sidney Lumet (Equus, À la recherche de Garbo) et les films fantastiques La Grande Menace, Angel Heart et Le Blob.

## Filmographie
- 1965 : Fièvre sur la ville (Bus Riley's Back in Town)
- 1966 : Détective privé (Harper)
- 1966 : Kaleidoscope
- 1967 : Le Bobo (The Bobo)
- 1968 : Les Corrupteurs (Sol Madrid)
- 1968 : Sweet November
- 1968 : Quand les aigles attaquent (Where Eagles Dare)
- 1968 : La Nuit du lendemain (The Night of the Following Day)
- 1969 : Michael Kohlhaas
- 1969 : La Chambre obscure (Laughter in the Dark)
- 1969 : L'Inde fantôme : réflexions sur un voyage (en) (feuilleton TV)
- 1970 : The Walking Stick (en)
- 1970 : Tam Lin (The Ballad Of Tam Lin)
- 1970 : Une tête coupée (A Severed Head)
- 1971 : Commando pour un homme seul (When Eight Bells Toll)
- 1971 : Salaud (Villain)
- 1971 : Le Corrupteur (The Nightcomers)
- 1972 : Six minutes pour mourir (en) (Fear Is the Key)
- 1972 : Une belle tigresse (Zee and Co.), de Brian G. Hutton
- 1972 : L'Apache (Cry for Me, Billy)
- 1973 : Le Privé (The Long Goodbye)
- 1973 : Jeremy
- 1973 : Flics et Voyous (Cops and Robbers)
- 1974 : Fric frac, rue des diams (11 Harrowhouse)
- 1975 : Dogpound Shuffle (en)
- 1975 : Rancho Deluxe
- 1975 : Adieu ma jolie (Farewell, My Lovely)
- 1975 : Russian Roulette (en)
- 1975 : 92 in the Shade
- 1975 : Le Solitaire de Fort Humboldt (Breakheart Pass)
- 1976 : Missouri Breaks (The Missouri Breaks)
- 1976 : Le Pirate des Caraïbes (Swashbuckler)
- 1977 : The Stick Up (en)
- 1977 : Black Joy
- 1977 : Equus
- 1977 : A Little Night Music
- 1978 : Le Grand Sommeil (The Big Sleep)
- 1978 : Absolution (en)
- 1979 : Les Loups de haute mer (North Sea Hijack)
- 1979 : Mister Horn (en) (Mr. Horn) (TV)
- 1979 : De l'or au bout de la piste (Goldengirl)
- 1979 : Yesterday's Hero
- 1980 : De plein fouet (The First Deadly Sin)
- 1981 : La Vallée de la mort (Death Valley)
- 1983 : Un homme, une femme, un enfant (en) (Man, Woman and Child)
- 1984 : Oxford Blues
- 1984 : À la recherche de Garbo (Garbo Talks)
- 1986 : Nomads
- 1986 : Heat
- 1987 : Angel Heart - Aux portes de l'enfer (Angel Heart)
- 1987 : White of the Eye
- 1987 : Zombie High (en)
- 1988 : Zits
- 1988 : Never on Tuesday
- 1988 : A Chorus of Disapproval
- 1988 : Sur le fil du scalpel (Jack's Back)
- 1988 : Le Blob (The Blob)
- 1988 : Homeboy
- 1993 : The Last Party (en)
- 1994 : Frank & Jesse (en)
- 1996 : Love Is All There Is de Joseph Bologna et Renée Taylor
- 2001 : Sweet November
- 2005 : Opa !